# فرودگاه چسترفیلد اینلت
فرودگاه چسترفیلد اینلت (به انگلیسی: Chesterfield Inlet Airport) یک فرودگاه همگانی باربری با کد یاتا YCS است که یک باند فرود شن دارد و طول باند آن ۱۰۹۷ متر است. این فرودگاه در کشور کانادا قرار دارد و در ارتفاع ۱۰ متری از سطح دریا واقع شده‌است.